# Cuiashader
Cuiashader, schottisch-gälisch Cuidhaseadair oder Cuidhsiadar, ist eine faktisch wüst gefallene Streusiedlung auf der schottischen Hebrideninsel Lewis and Harris.

## Lage
Die Siedlung befindet sich im sehr dünn besiedelten Nordosten der Insel. Die nächstgelegenen Siedlungen sind das rund 3,5 Kilometer nördlich gelegene Skigersta und New Tolsta zehn Kilometer südlich. Cuiashader liegt am Bach Abhainn Dubh („Schwarzer Fluss“), der ein kurzes Stück östlich in die Meerenge The Minch mündet.
Cuiashader ist über eine unbefestigte Straße von Norden erreichbar. Heute endet diese ein kurzes Stück südlich der Ortschaft. Auf einer Karte aus den 1850er Jahren ist ein durchgängiger Weg verzeichnet. Eine weitere unbefestigte, aus Ness kommende Straße endet am Westrand von Cuiashader. Die Ausführung der in den 1920er Jahren projektierten Straße zwischen Stornoway und Ness wurde jenseits der Garry Bridge aufgegeben und erreichte Cuiashader somit nicht.

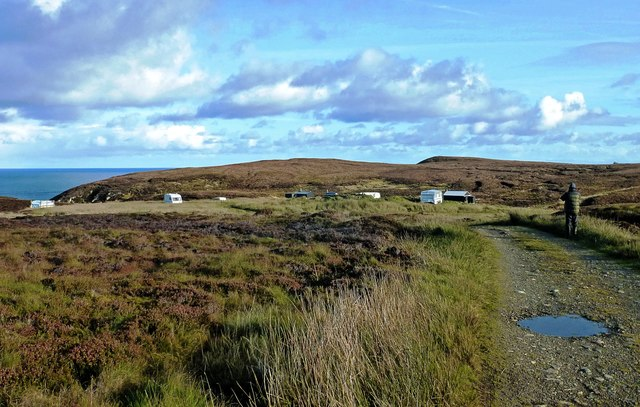
Moderne und mobile Behausungen zur Weidewirtschaft in Cuiashader

## Geschichte
Bereits auf der ersten Karte der Ordnance Survey aus den 1850er Jahren stellt sich Cuiashader als wüst gefallene Croftersiedlung dar. Heute ist die Siedlung durch saisonale Weidewirtschaft zeitweise besiedelt.
Von der historischen Nutzung der Weideflächen zeugen erhaltene Shieling-Hütten, von denen fünf denkmalgeschützt sind. Bei diesen handelt es sich um schlichte Feldsteinhütten mit Grassodendeckung, die vermutlich aus dem 19. Jahrhundert stammen.